# Garcinia tanzaniensis
Garcinia tanzaniensis là một loài thực vật có hoa trong họ Bứa. Loài này được Verdc. mô tả khoa học đầu tiên năm 2007.